# Викентий (Вуич)
Епископ Викентий (серб. Епископ Викентије, в миру Василие Вуич, серб. Василије Вујић; 29 января 1874, Даль, Хорватия — 18 августа 1939, Топола, Сербия) — епископ Сербской православной церкви, епископ Банатский.

## Биография
Окончил гимназию в Осиеке, затем юридический факультет в Венского университета. Окончил богословский факультет Черновицкого университета, где получил степень доктора богословия.
На Благовещение 1903 году принял монашество в Монастыре Шишатовац. Рукоположён во иеродиакона и иеромонаха.
В октябре 1903 года назначен профессором Карловацкой духовной семинарии, которую позже возглавил в сане архимандрита. Возглавлял семинарию до её закрытия в годы Первой мировой войны. Несколько раз пытался восстановить этот знаменитый церковно-просветительский институт, но без какого-либо успеха.
После восстановления в 1920 году Сербской Патриархии на одном из первых заседаний Архиерейского Собора был избран епископом Захумско-Герцеговинским, но избрания не принял.
В 1925—1931 годы был инспектором преподавания Закона Божия в средних школах бывшей Сремско-Карловацкой епархии.
В 1931 годы После принятия Устава Сербской Православной Церкви назначен заместителем Патриарха Сербского Варнавы.
8 октября 1932 году избран епископом Моравичским, викарием Патриарха Сербского. Хиротония состоялась 20 ноября того же года в Белградской соборной церкви.
Будучи викарным епископом, преподавал церковное право на Богословском факультете Белградского университета. Был владельцем наиболее ценную частной церковной библиотеки того времени. Был одним из образованнейших архиереев Сербской православной церкви.
21 июня 1936 года назначен епископом Банатским.
Скончался 18 августа 1939 в своём доме в Вршаце. Похоронен в кафедральном соборе Вршаца.